# Territori de Montana

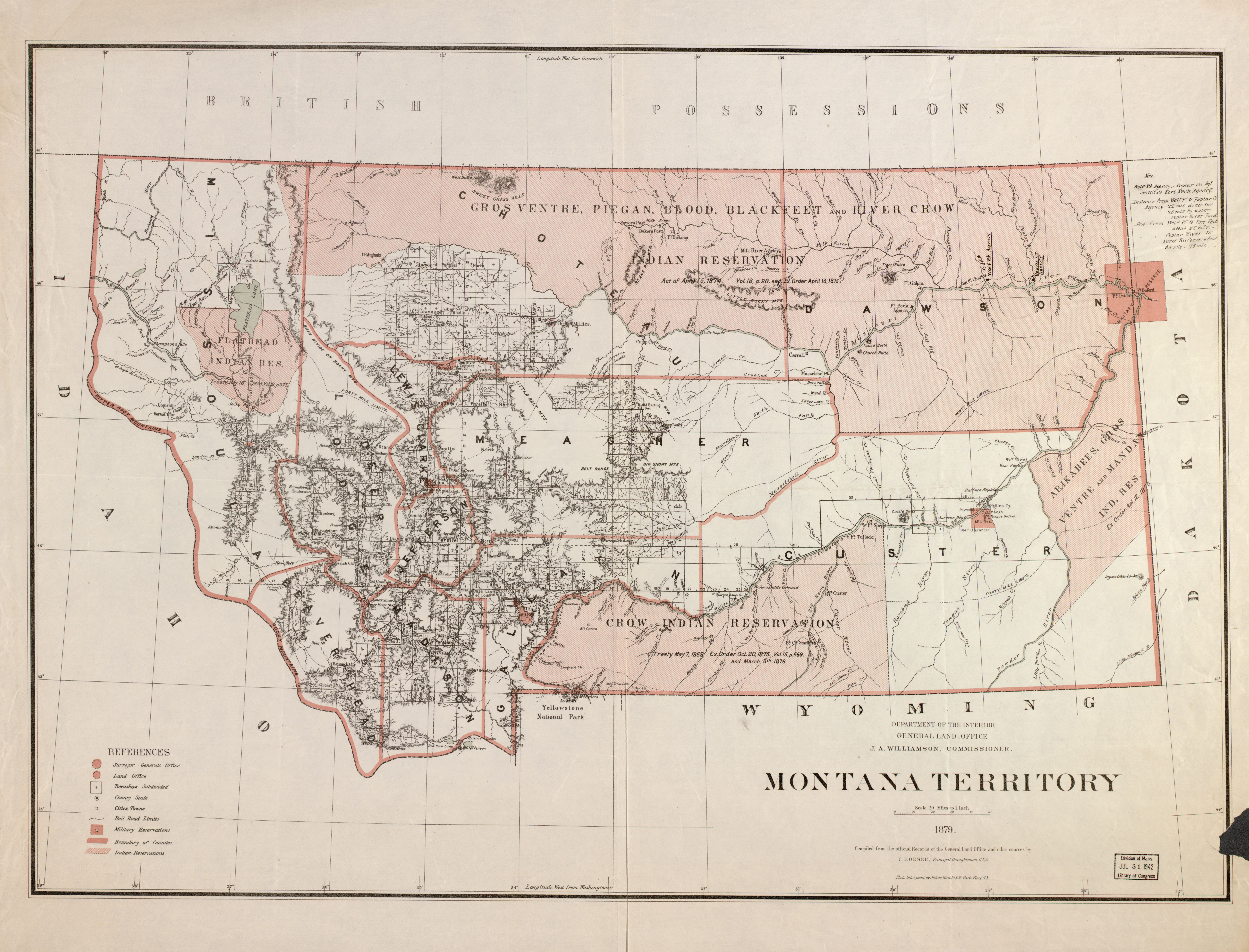
Mapa del Territori de Montana el 1879.

El Territori de Montana va ser un territori organitzat incorporat als Estats Units que va existir del 26 de maig de 1864 al 8 de novembre de 1889, quan va ser admès dins la Unió com l'Estat de Montana.
Es va formar a partir del ja existent Territori d'Idaho amb una Llei del Congrés, signada pel President Abraham Lincoln. Les àrees a l'est de la divisòria continental nord-americana s'havien separat prèviament dels Territoris de Nebraska i Dakota i havien estat adquirides pels Estats Units en la compra de la Louisiana. El territori també incloïa una porció del Territori d'Idaho, a l'oest de la divisòria i a l'est de la Serralada Bitterroot, que havia estat adquirit pels Estats Units amb el Tractat d'Oregon i que estava inicialment inclòs en el Territori d'Oregon.
Les seves capitals van ser Bannack (1864-1865), Virginia City (1865-1875) i Helena (1875-1889).